# Каломира
Каломира Саранти (грч. Καλομοίρα Σαράντη; Њујорк, Њујорк, САД, 31. јануар 1985), право име Марија Каломира Сарантис (енгл. Maria Kalomira Sarantis) је грчка певачица. Представљала је Грчку на такмичењу за Песму Евровизије 2008. године са песмом „Secret Combination“ (срп. Тајна комбинација) и освојила је треће место.

## Биографија
Рођена је 31. јануара 1985. у Вест Хемпстеду у Њујорку на Лонг Ајленду. Ужој породици позната као Карол (њен надимак из детињства), њени родитељи су власници грчких ресторана Никос и Елени Сарантис. Од детињства је имала амбицију да постане поп звезда. Свирала је виолу коју је учила девет година и свирала у школском оркестру.

## Лични живот
Године 2010. удала се за инвеститора Георгеа Босалиса 26. септембра у грчкој православној катедрали Светог Павла у Хемпстеду у Њујорку. У децембру 2012. године Каломира је родила близанце, а потом је у јулу 2016. родила девојчицу.

## Дискографија

### Албуми
- 2004 Kalomira
- 2005 Paizeis?
- 2006 I Kalomira Paei Cinema (Kalomira Goes To The Cinema)
- 2008 Secret Combination the Album
- 2012 TBD

### Синглови
- 2006 Gine Mazi Mou Paidi
- 2008 Secret Combination
- 2010 Please Don't Break My Heart
- 2010 I Do
- 2011 This Is The Time